# Diecezja Lae
Diecezja Lae – diecezja rzymskokatolicka w Papui-Nowej Gwinei. Powstała w 1959 jako wikariat apostolski. Ustanowiona diecezją w 1966.

## Biskupi diecezjalni
- Henry Anthony A. van Lieshout (1966–2007)
- Christian Blouin C.M.M. (2007–2018)
- Rozario Menezes C.M.M. (od 2018)